# Rymnik
Rymnik (rum. Râmnicu Sărat) – miasto we wschodniej Rumunii, w okręgu Buzău, u podnóża Karpat Wschodnich, nad rzeką Rymnik. Liczy około 38,8 tys. mieszkańców.
W 1789 roku nad rzeką o tej samej nazwie rozegrała się bitwa nad Rymnikiem.
W mieście rozwinął się przemysł elektromaszynowy, chemiczny, odzieżowy oraz spożywczy.